# Erne (Fluss)
Die Erne (irisch Abhainn na hÉirne, An Éirne) ist ein Fluss im Nordwesten Irlands.
Sie entspringt im County Cavan in der Republik Irland, fließt durch das County Fermanagh in Nordirland, überquert wiederum die Grenze zur Republik Irland und mündet dann bei Ballyshannon im County Donegal in die Donegal Bay und damit in den Atlantik. Im County Fermanagh durchquert sie dabei den See Lough Erne. Der Flusslauf ist insgesamt ca. 120 Kilometer lang und bei Forellenanglern sehr beliebt.
Die Erne ist mit dem Fluss Shannon über den 60 km langen Shannon-Erne-Kanal verbunden. Die wasserrechtliche Aufsicht und Bewirtschaftung hat die zwischenstaatliche irisch-nordirische Behörde Waterways Ireland inne.

## Sonstiges
Der Fluss teilt seinen Namen mit einer mythischen Prinzessin namens Éirne. Der Song Buachaill Ón Éirne ist ein bekanntes irisches Traditional über einen jungen Mann aus der Erne-Region. Es liegt in Aufnahmen von gälisch singenden Irish Folk und Pop-Gruppen wie Clannad und The Corrs vor.